# Euchaetis laevigata
Euchaetis laevigata är en vinruteväxtart som beskrevs av Porphir Kiril Nicolai Stepanowitsch Turczaninow. Euchaetis laevigata ingår i släktet Euchaetis och familjen vinruteväxter. Inga underarter finns listade i Catalogue of Life.